# Bromuro di etidio
Il bromuro di etidio è una molecola intercalante di acidi nucleici (DNA e RNA) comunemente utilizzata in tecniche di biologia molecolare come l'elettroforesi su gel di agarosio.
Quando è esposto ai raggi ultravioletti, infatti, esso è in grado di emettere fluorescenza che si intensifica di quasi 20 volte se intercalato nel DNA. Inserendo dunque nel gel il bromuro di etidio, è possibile evidenziare lo stato della migrazione del DNA all'interno del gel. Nel suddetto gel il bromuro di etidio migra dal polo positivo al polo negativo del campo elettrico, in direzione opposta a quella del DNA.
Il bromuro di etidio può essere un mutageno molto efficace e può indurre effetti carcinogenici. Per tale motivo, necessita di molta attenzione nell'uso.